# GJ-bu
GJ-bu (GJ部?, Gujjobu, lett. "Club buon lavoro") è una serie di light novel scritta da Shin Araki e illustrata da Aruya, pubblicata in nove volumi da Shogakukan, sotto l'etichetta Gagaga Bunko, tra marzo 2010 e marzo 2012, più uno speciale pubblicato a marzo 2013. Una serie di light novel spin-off, intitolata GJ-bu Chūtō-bu e sempre scritta da Shin Araki e illustrata da Aruya, è stata pubblicata sempre da Shogakukan, sotto l'etichetta Gagaga Bunko, tra aprile 2012 e gennaio 2014, con un totale di otto volumi, più uno speciale pubblicato ad aprile dello stesso anno. Un adattamento anime, prodotto da Doga Kobo, è stato trasmesso in Giappone tra il 10 gennaio e il 28 marzo 2013. Un episodio OAV di 46 minuti, intitolato GJ-bu@ e sempre prodotto da Doga Kobo, è stato pubblicato in Giappone il 14 maggio 2014.

## Trama
Kyōya Shinomiya, dopo essere stato "sequestrato" da quattro ragazze, viene obbligato a diventare un membro del GJ-bu, un club che si riunisce in una stanza del vecchio edificio di una scuola. Qua inizia a conoscere i membri del gruppo: Mao, Megumi, Shion and Kirara. I cinque diventano rapidamente amici: vengono così narrate le avventure che affrontano tutti i giorni.

## Personaggi
Kyōya Shinomiya (四ノ宮 京夜?, Shinomiya Kyōya)
Doppiato da: Hiro Shimono
Soprannominato "Kyoro", è il protagonista della serie e unico membro maschio del GJ-bu. Buono e gentile, le ragazze del club si approfittano spesso di lui. Ama leggere manga insieme a Mao.
Mao Amatsuka (天使 真央?, Amatsuka Mao)
Doppiata da: Maaya Uchida
Mao è la sorella maggiore di Megumi e la presidentessa del club. È una ragazza con i capelli arancioni e gli occhi marroni, che ama leggere manga insieme a Kyoka.
Megumi Amatsuka (天使 恵?, Amatsuka Megumi)
Doppiata da: Yume Miyamoto
Sorella di Mao, ama preparare il tè e cucire il club per il club, ed ha prevalentemente un comportamento calmo.
Shion Sumeragi (皇 紫音?, Sumeragi Shion)
Doppiata da: Suzuko Mimori
Soprannominata "Shi", è la più intelligente del gruppo: ha i capelli e gli occhi viola, ed è segretamente innamorata di Kyoka.
Kirara Bernstein (綺羅々・バーンシュタイン?, Kirara Bānshutain)
Doppiata da: Chika Arakawa
Kirara è la ragazza più forte e atletica del gruppo, ha i capelli biondi e gli occhi azzurri. Conosce l'inglese, ha paura dei ragni e adora mangiare cibi fra cui la carne.
Tamaki Kannazuki (神無月 環?, Kannazuki Tamaki)
Doppiata da: Sumire Uesaka
La nuova arrivata nel gruppo, anch'essa "rapita" dalle altre come Kyoka per costringerla a partecipare. Ama la fotografia e mangiare patatine.